# Список эпизодов телесериала «13 причин почему»
Список серий американской драмы «13 причин почему» (англ. 13 Reasons Why). Сериал разворачивается вокруг семнадцатилетнего ученика старшей школы Клэя Дженсена и его подруги Ханны Бейкер, которая кончает жизнь самоубийством после того, как столкнулась с издевательствами, сексуальными домогательствами и насилием в своей школе и отсутствием поддержки со стороны ее друзей и школы. Ханна в течение нескольких недель записывает 7 кассет, в которых рассказывает тринадцать причин, по которым она решила покончить с собой. Сериал транслировался на телеканале Netflix с 31 марта 2017 по 5 июня 2020 года.

## Сезоны
| Сезон | Серии | Серии | Даты показа     | Даты показа     |
| ----- | ----- | ----- | --------------- | --------------- |
| 1     | 13    | 13    | 31 марта 2017   | 31 марта 2017   |
| 2     | 13    | 13    | 18 мая 2018     | 18 мая 2018     |
| 3     | 13    | 13    | 23 августа 2019 | 23 августа 2019 |
| 4     | 10    | 10    | 5 июня 2020     | 5 июня 2020     |

## Список эпизодов

### Сезон 1 (2017)
| № общий | № в сезоне | Название                                | Режиссёр             | Автор сценария      | Дата премьеры |
| ------- | ---------- | --------------------------------------- | -------------------- | ------------------- | ------------- |
| 1       | 1          | «Кассета 1, Сторона А» «Tape 1, Side A» | Том Маккарти         | Брайан Йорки        | 31 марта 2017 |
| 2       | 2          | «Кассета 1, Сторона Б» «Tape 1, Side B» | Том Маккарти         | Брайан Йорки        | 31 марта 2017 |
| 3       | 3          | «Кассета 2, Сторона А» «Tape 2, Side A» | Хелен Шейвер         | Диана Сон           | 31 марта 2017 |
| 4       | 4          | «Кассета 2, Сторона Б» «Tape 2, Side B» | Хелен Шейвер         | Томас Хиггинс       | 31 марта 2017 |
| 5       | 5          | «Кассета 3, Сторона А» «Tape 3, Side A» | Кайл Патрик Альварез | Джулия Бикнелл      | 31 марта 2017 |
| 6       | 6          | «Кассета 3, Сторона Б» «Tape 3, Side B» | Кайл Патрик Альварез | Ник Шефф            | 31 марта 2017 |
| 7       | 7          | «Кассета 4, Сторона А» «Tape 4, Side A» | Грегг Араки          | Элизабет Бенжамин   | 31 марта 2017 |
| 8       | 8          | «Кассета 4, Сторона Б» «Tape 4, Side B» | Грегг Араки          | Кирк Мур            | 31 марта 2017 |
| 9       | 9          | «Кассета 5, Сторона А» «Tape 5, Side A» | Карл Франклин        | Хейли Тайлер        | 31 марта 2017 |
| 10      | 10         | «Кассета 5, Сторона Б» «Tape 5, Side B» | Карл Франклин        | Нэйтан Луис Джексон | 31 марта 2017 |
| 11      | 11         | «Кассета 6, Сторона А» «Tape 6, Side A» | Джессика Ю           | Диана Сон           | 31 марта 2017 |
| 12      | 12         | «Кассета 6, Сторона Б» «Tape 6, Side B» | Джессика Ю           | Элизабет Бенджамин  | 31 марта 2017 |
| 13      | 13         | «Кассета 7, Сторона А» «Tape 7, Side A» | Кайл Патрик Альварез | Брайан Йорки        | 31 марта 2017 |

### Сезон 2 (2018)
| № общий | № в сезоне | Название                                                    | Режиссёр             | Автор сценария                    | Дата премьеры |
| ------- | ---------- | ----------------------------------------------------------- | -------------------- | --------------------------------- | ------------- |
| 14      | 1          | «Первый полароид» «The First Polaroid»                      | Грегг Араки          | Брайан Йорки                      | 18 мая 2018   |
| 15      | 2          | «Две целующиеся девушки» «Two Girls Kissing»                | Грегг Араки          | Томас Хиггинс                     | 18 мая 2018   |
| 16      | 3          | «Пьяная шлюха» «The Drunk Slut»                             | Карен Монкрифф       | Марисса Джо Церар                 | 18 мая 2018   |
| 17      | 4          | «Второй полароид» «The Second Polaroid»                     | Карен Монкрифф       | Хейли Тайлер                      | 18 мая 2018   |
| 18      | 5          | «Меловая машина» «The Chalk Machine»                        | Элайза Хиттман       | Ник Шефф                          | 18 мая 2018   |
| 19      | 6          | «Улыбка в конце причала» «The Smile at the End of the Dock» | Элайза Хиттман       | Джулия Бикнел                     | 18 мая 2018   |
| 20      | 7          | «Третий полароид» «The Third Polaroid»                      | Майкл Моррис         | Брайан Йорки                      | 18 мая 2018   |
| 21      | 8          | «Маленькая девочка» «The Little Girl»                       | Майкл Моррис         | Фелица Марье                      | 18 мая 2018   |
| 22      | 9          | «Недостающая страница» «The Missing Page»                   | Кэт Кэндлер          | Рохит Кумар                       | 18 мая 2018   |
| 23      | 10         | «Улыбнитесь, сучки!» «Smile, Bitches!»                      | Кэт Кэндлер          | Кирк Мур                          | 18 мая 2018   |
| 24      | 11         | «Брайс и Хлоя» «Bryce & Chloe»                              | Джессика Ю           | Марисса Джо Церар и Томас Хиггинс | 18 мая 2018   |
| 25      | 12         | «Коробка полароидов» «The Box of Polaroids»                 | Джессика Ю           | Хэйли Тайлер и Брайан Йорки       | 18 мая 2018   |
| 26      | 13         | «Пока!» «Bye»                                               | Кайл Патрик Альварез | Брайан Йорки                      | 18 мая 2018   |

### Сезон 3 (2019)
| № общий | № в сезоне | Название | Режиссёр        | Автор сценария | Дата премьеры   |
| ------- | ---------- | --- | --------------- | --- | --------------- |
| 27      | 1          | «Да. Я новенькая» «Yeah. I'm the New Girl» | Майкл Моррис    | Брайан Йорки | 23 августа 2019 |
| 28      | 2          | «Если ты дышишь, то ты лжёшь» «If You're Breathing, You're A Liar»                                                                                      | Майкл Моррис    | Аллен МакДональд | 23 августа 2019 |
| 29      | 3          | «Хороший человек неотличим от плохого» «The Good Person Is Indistinguishable From The Bad»                                                              | Джессика Ю      | Хэйли Тайлер | 23 августа 2019 |
| 30      | 4          | «Озлобленный молодой человек» «Angry, Young And Man» | Джессика Ю      | Томас Хиггинс | 23 августа 2019 |
| 31      | 5          | «Никто не чист» «Nobody's Clean» | Бронвэн Хьюз    | Трэвор Марти Смит | 23 августа 2019 |
| 32      | 6          | «Вы можете узнать сердце человека по тому, как он скорбит» «You Can Tell the Heart Of A Man by How He Grieves»                                          | Бронвэн Хьюз    | Мфонисо Удофия | 23 августа 2019 |
| 33      | 7          | «Имеется ряд проблем с Клэем Джэнсэном» «There Are A Number Of Problems With Clay Jensen»                                                               | Кэвин Доулинг   | Джулия Бикнэл | 23 августа 2019 |
| 34      | 8          | «В средней школе, даже в хороший день, трудно сказать, кто на твоей стороне» «In High School, Even On A Good Day, It's Hard To Tell Who's On Your Side» | Кэвин Доулинг   | Фелиша Марье | 23 августа 2019 |
| 35      | 9          | «Всегда жду следующих плохих новостей» «Always Waiting For The Next Bad News»                                                                           | Аврора Герерро  | М.К. Мэлоун | 23 августа 2019 |
| 36      | 10         | «Мир приближается» «The World Closing In» | Аврора Герерро  | Сюжет : Рохит Кумар, Аллен МакДональд, Томас Хиггинс и Хэйли Тайлер Телесценарий : Аллен МакДональд, Томас Хиггинс, Хэйли Тайлер и Брайан Йорки | 23 августа 2019 |
| 37      | 11         | «Есть несколько вещей, которые я тебе не сказал» «There Are A Few Things I Haven't Told You»                                                            | Кэвин Доулинг   | Хэлен Шанг | 23 августа 2019 |
| 38      | 12         | «А потом налетел ураган» «And Then The Hurricane Hit»                                                                                                   | Кэвин Доулинг   | Сюжет : Томас Хиггинс, Хэйли Тайлер и Трэвор Марти Смит Телесценарий : Аллен МакДональд, М.К. Мэлоун и Хэлен Шанг                               | 23 августа 2019 |
| 39      | 13         | «Пусть мёртвые хоронят мёртвых» «Let The Dead Bury The Dead»                                                                                            | Джон Ти Крэчмер | Брайан Йорки | 23 августа 2019 |

### Сезон 4 (2020)
| № общий | № в сезоне | Название                                         | Режиссёр       | Автор сценария                                     | Дата премьеры |
| ------- | ---------- | ------------------------------------------------ | -------------- | -------------------------------------------------- | ------------- |
| 40      | 1          | «Зимние каникулы» «Winter Break»                 | Рассел Малкахи | Брайан Йорки                                       | 5 июня 2020   |
| 41      | 2          | «Экскурсия по колледжу» «College Tour»           | Рассел Малкахи | Аллен Макдональд                                   | 5 июня 2020   |
| 42      | 3          | «День святого Валентина» «Valentine's Day»       | Майкл Сакси    | Хэйли Тайлер                                       | 5 июня 2020   |
| 43      | 4          | «Поход старшеклассников» «Senior Camping Trip»   | Майкл Сакси    | Томас Хиггинс                                      | 5 июня 2020   |
| 44      | 5          | «Домашняя вечеринка» «House Party»               | Брэнда Стронг  | М.К. Мэлоун и Фрэнки Д. Гонзалез                   | 5 июня 2020   |
| 45      | 6          | «Четверг» «Thursday»                             | Брэнда Стронг  | Эванджелина Ордас                                  | 5 июня 2020   |
| 46      | 7          | «Собеседование в колледже» «College Interview»   | Суну Гонэра    | Аллен Макдональд, Хэйли Тайлер и Эванджелина Ордас | 5 июня 2020   |
| 47      | 8          | «Принятие / Отклонение» «Acceptance / Rejection» | Суну Гонэра    | Сахар Джахани                                      | 5 июня 2020   |
| 48      | 9          | «Школьный бал» «Prom»                            | Томми Лохманн  | Брайан Йорки                                       | 5 июня 2020   |
| 49      | 10         | «Выпускной» «Graduation»                         | Брайан Йорки   | Брайан Йорки                                       | 5 июня 2020   |